# Modeste Omba Sakatolo
Modeste Omba Sakatolo est un homme politique de la République démocratique du Congo.
Il était vice-ministre de l'enseignement primaire, secondaire et professionnel, dans les gouvernements Gizenga.